# Tjebu
Tjebu, o Djew-Qa, è un'antica città dell'Egitto, situata sulla riva orientale del Nilo, in quello che oggi è il governatorato di Sohag. Nel periodo greco-romano il suo nome era Anteopoli, mentre il suo nome attuale è Qaw el-Kebir.

## Descrizione

Statua del governatore Uahka II, figlio di Neferhotep, da Tjebu, tra il 1976 e il 1794 a.C. (Medio Regno). Museo Egizio, Torino.

I numerosi complessi funerari di Tjebu, dedicati ad ufficiali del X nomo della XII e XIII dinastia egizia, rappresentano il picco dell'architettura funeraria non reale del Medio Regno. Nello stesso posto sono stati rinvenuti anche numerosi cimiteri di epoche diverse. Un tempio tolemaico di Tolomeo IV, ampliato e restaurato poi da Tolomeo VI e Marco Aurelio, fu distrutto nella prima metà del XIX secolo.
Il tempio di questa città era grande, con un pronao a 18 colonne, con un ipostilo a 12 colonne che permetteva l'accesso ad un vestibolo, e due camere laterali di uguale dimensione. L'edificio fu dedicato in prima istanza a Antiwey (Anteo), una divinità guerriera che rappresentava una sorta di fusione tra Seth e Horus. Nefti era la principale dea adorata in questo tempio, o forse in un proprio tempio collegato, considerata la controparte femminile di Antiwey. In questa città esisteva anche un "profeta di Nefti".
Nelle vicine cave, i turisti coraggiosi possono sporsi per ammirare interessanti sculture di Anteo (Antiwey) e Nefti. Il sito ha perso molta della sua importanza tra il XIX ed il XX secolo, quando gli archeologi passarono a studiare le tombe ottimamente conservate situate nello stesso distretto.